# Barreau de Richelieu
Le Barreau de Richelieu est un barreau de section du Barreau du Québec.

## Description
Le Barreau de Richelieu est un ordre professionnel d'avocats. En tant que barreau de section, il est indépendant du Barreau du Québec, bien qu'il en fasse partie en tant que subdivision juridique,. Le rôle d'un barreau au Québec est d'assurer un accès équitable à la justice aux citoyens tout en veillant aux intérêts de ses membres et à la transparence de leur profession,. Le Barreau de Richelieu est lui-même divisé en quatre zones juridiques, afin d'offrir un meilleur accès à la justice aux citoyens québécois. Chaque district judiciaire au Québec possède au moins un palais de justice. Les districts judiciaires du Barreau de Richelieu sont ceux de Beauharnois, Iberville, Richelieu et Saint-Hyacinthe.
Fondé en 1929 à partir du Barreau de Montréal, le Barreau de Richelieu compte aujourd'hui près de 700 avocats et avocates dans ses rangs,.

## Historique
À venir.

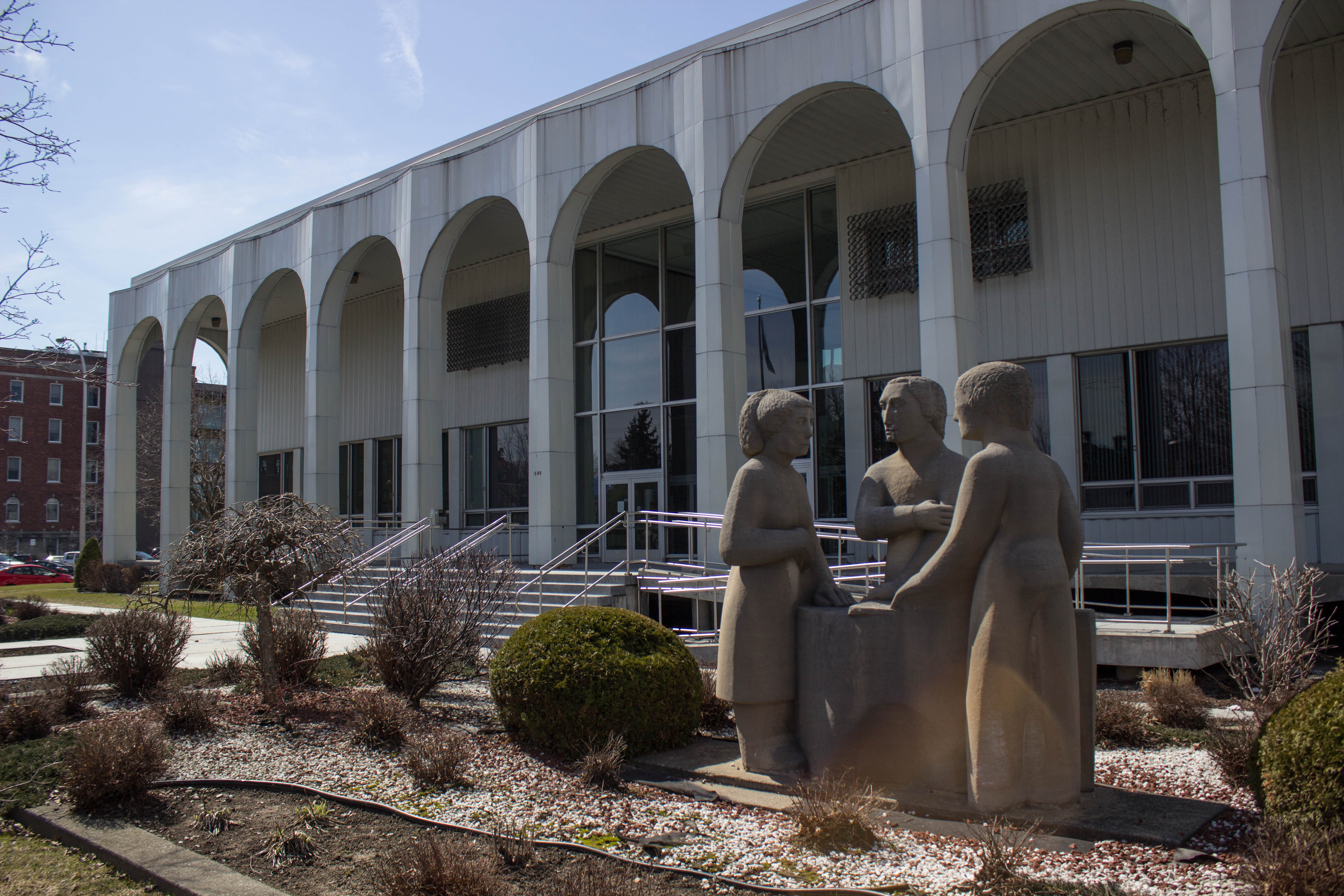
Palais de justice de Saint-Hyacinthe.
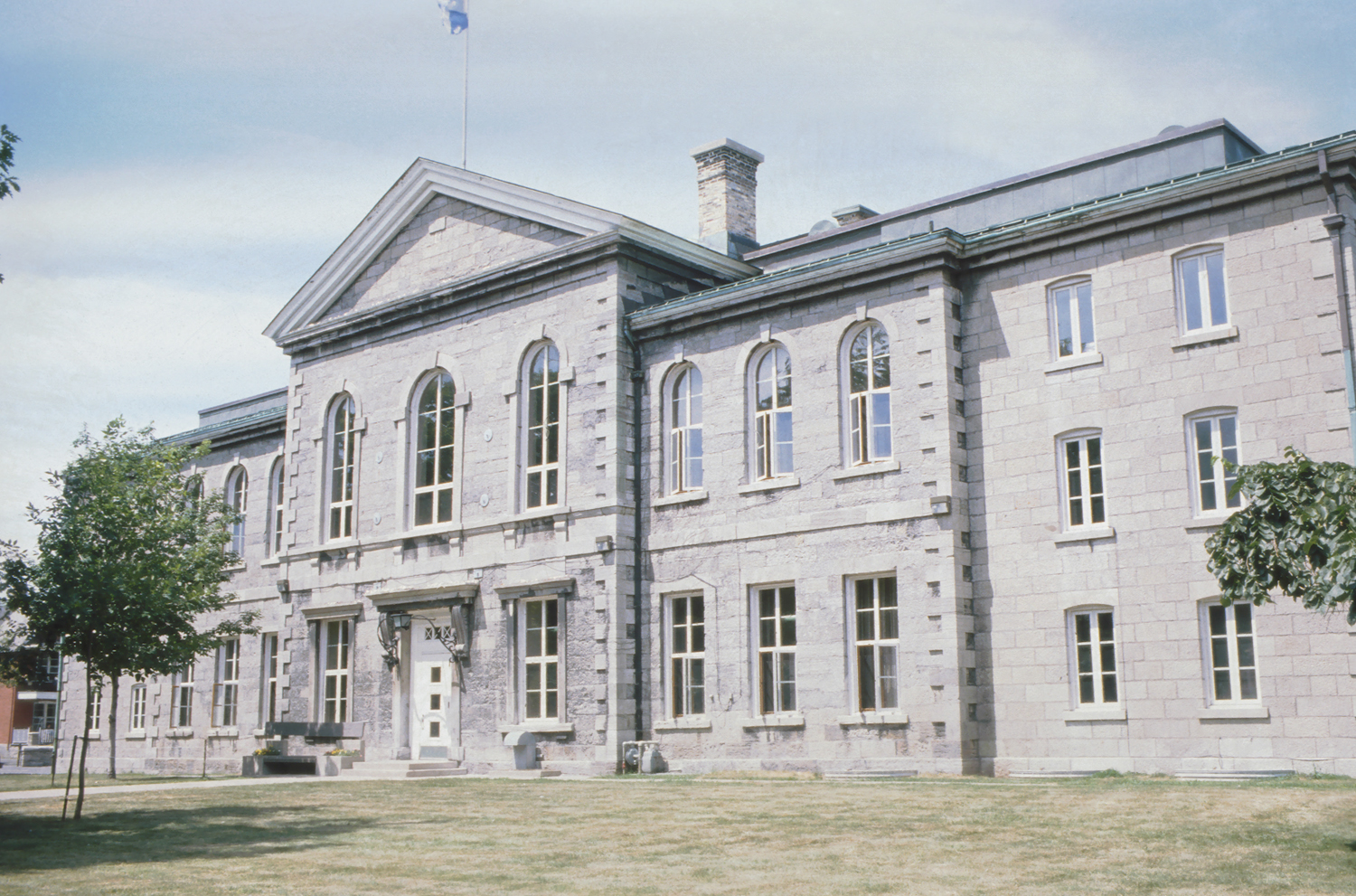
Palais de justice de Saint-Jean-sur-Richelieu

## Liste des bâtonniers de Richelieu
Le bâtonnier de Richelieu, ou la bâtonnière de Richelieu, est élu au suffrage universel par l'ensemble des membres du Barreau de Richelieu et son mandat est d'une seule année, renouvelable sous certaines conditions.
Gras → indique un bâtonnier du Québec.
- Pierre Joseph Arthur Cardin (1930-1932)
- J. Georges Laurendeau (1932-1934)
- Jacques Cartier (1934-1936)
- Théophile-Adélard Fontaine (1936-1938)
- Aimé Chassé (1938-1940)
- Ludger Codebecq (1940-1942)
- Ivan Sabourin (1942-1944)
- Jean-Baptsite Bousquet (1944-1946)
- Philippe-Noël Pontbriand (1946-1948)
- Gontran Saintonge (1948-1950)
- Maurice-Joseph Demers (1950-1952)
- Gaétan Sylvestre (1952-1954)
- Gérard Cournoyer (1954-1955)
- Jean-Paul Cossette (1955-1956)
- André Sabourin (1956-1957)
- Philippe Pothier (1957-1958)
- Paul-Émile Ally (1958-1959)
- Albert Leblanc (1959-1960)
- Jean Frederick (1960-1961)
- Jean Fortier (1961-1962)
- Charles Cournoyer (1962-1963)
- Lionel Cossette (1963-1964)
- Adélard Forget (1964-1965)
- Adelstan Bouchard (1965-1966)
- Roger Gagné (1966-1967)
- Georges-André Meloche (1967-1968)
- Roland Sabourin (1968-1969)
- Gérard Deslandes (1969-1970)
- Gaston Gauthier (1970-1971)
- Richard Lafontaine (1971-1972)
- Roland Tremblay (1972-1973)
- Léon Nichols (1973-1974)
- Maurice Roussel (1974-1975)
- Raphaël Barrette (1975-1976)
- Henri Choinière (1976-1977)
- Lindor Brodeur (1977-1978)
- Luc Poupart (1978-1979)
- Gilles Hébert (1979-1980)
- Jacques Rancourt (1980-1981)
- Jacques Sylvestre (1981-1982)
- Rodrigue Lemoyne (1982-1983)
- Pierre Chèvrefils (1983-1984)
- Jean Beaudry (1984-1985)
- Jacques Brodeur (1985-1986)
- Jacques Guertin (1986-1987)
- Michel Mercier (1987-1988)
- Chantal Hurtubise (1988-1989)
- Gaétan Desnoyers (1989-1990)
- Luc-A. Fortier (1990-1991)
- Michel Robert (1991-1992)
- Claude Denault (1992-1993)
- Jean-Pierre Sénécal (1993-1994)
- Jocelyn Verrier (1994-1995)
- Stéphane L'Écuyer (1995-1996)
- Paul-B. Gingras (1996-1997)
- François Bousquet (1997-1998)
- Charles Crevier (1998-1999)
- Claude Blanchard (1999-2000)
- Serger Hébert (2000-2001)
- Jean-Pierre Boileau (2001-2002)
- Robert-C. Ally (2002-2003)
- Jocelyn Rancourt (2003-2004)
- Robert Proulx (2004-2005)
- Jean-Pierre Bousquet (2005-2006)
- Benoît Boucher (2006-2007)
- Sonia St-Onge (2007-2008)
- Nathalie Madore (2008-2009)
- François Doré (2009-2010)
- Carole Lepage (2010-2011)
- Françoise de Cardaillac (2011-2012)
- Luc Poirier (2012-2013)
- Maryse Dubé (2013-2014)
- Ginette Desjardins (2014-2015)
- Anne-Marie Montplaisir (2015-2016)
- Annie Thivierge (2016-2017)
- Johanne Lépine (2017-2018)
- Serge Mercier (2018-2019)
- Gilles P. Veilleux (2019-2021)
- Èvelyne Bilodeau (2021-2022)
- Caroline Couture (2022-2023)
- Pierre Lessard (2023-2024)
- Aïcha Diallo (2024-)

## Liste des municipalités dans les districts judiciaires

### District judiciaire de Beauharnois
- Akwesasne 15
- Beauharnois
- Châteauguay
- Coteau-du-Lac
- Dundee
- Elgin
- Franklin
- Godmanchester
- Havelock
- Hemmingford
- Hinchinbrooke
- Howick
- Hudson
- Huntingdon
- L'Île-Cadieux
- L'Île-Perrot
- Léry
- Les Cèdres
- Les Coteaux
- Mercier
- Notre-Dame-de-l'Île-Perrot
- Ormstown
- Pincourt
- Pointe-des-Cascades
- Pointe-Fortune
- Rigaud
- Rivière-Beaudette
- Saint-Anicet
- Saint-Chrysostome
- Saint-Clet
- Saint-Étienne-de-Beauharnois
- Saint-Isidore
- Saint-Lazare
- Saint-Louis-de-Gonzague
- Saint-Polycarpe
- Saint-Stanislas-de-Kostka
- Saint-Télésphore
- Saint-Urbain-Premier
- Saint-Zotique
- Sainte-Barbe
- Sainte-Clotilde
- Sainte-Justine-de-Newton
- Sainte-Marthe
- Sainte-Marthe-sur-le-Lac
- Salaberry-de-Valleyfield
- Terrasse-Vaudreuil
- Très-Saint-Rédempteur
- Très-Saint-Sacrement
- Vaudreuil-Dorion
- Vaudreuil-sur-le-Lac

### District judiciaire d'Iberville
- Henryville
- Lacolle
- Mont-Saint-Grégoire
- Napierville
- Saint-Alexandre
- Saint-Bernard-de-Lacolle
- Saint-Blaise-sur-Richelieu
- Saint-Cyprien-de-Napierville
- Saint-Édouard
- Saint-Jacques-le-Mineur
- Saint-Jean-sur-Richelieu
- Saint-Michel
- Saint-Patrice-de-Sherrington
- Saint-Paul-de-l'Île-aux-Noix
- Saint-Sébastien
- Saint-Valentin
- Sainte-Anne-de-Sabrevois
- Sainte-Brigide-d'Iberville

### District judiciaire de Richelieu
- Baie-du-Febvre
- Calixa-Lavallée
- Contrecœur
- La VIsitation-de-Yamaska
- Massueville
- Odanak
- Pierreville
- Saint-Aimé
- Saint-Amable
- Saint-Antoine-sur-Richelieu
- Saint-David
- Saint-Elphège
- Saint-François-du-Lac
- Saint-Gérard-Majella
- Saint-Joseph-de-Sorel
- Saint-Louis
- Saint-Marc-sur-Richelieu
- Saint-Marcel-de-Richelieu
- Saint-Ours
- Saint-Pie-de-Guire
- Saint-Robert
- Saint-Roch-de-Richelieu
- Sainte-Anne-de-Sorel
- Sainte-Victoire-de-Sorel
- Sorel-Tracy
- Varennes
- Verchères
- Yamaska

### District judiciaire de Saint-Hyacinthe
- Acton Vale
- Ange-Gardien
- Beloeil
- La Présentation
- Marieville
- McMasterville
- Mont-Saint-Hilaire
- Otterburn Park
- Richelieu
- Rougemont
- Saint-Barnabé-Sud
- Saint-Bernard-de-Michaudville
- Saint-Césaire
- Saint-Charles-sur-Richelieu
- Saint-Damase
- Saint-Denis-sur-Richelieu
- Saint-Dominique
- Saint-Hugues
- Saint-Hyacinthe
- Saint-Jean-Baptiste
- Saint-Jude
- Saint-Liboire
- Saint-Mathias-sur-Richelieu
- Saint-Mathieu-de-Beloeil
- Saint-Paul-d'Abbotsford
- Saint-Pie
- Saint-Simon
- Saint-Théodore-d'Acton
- Sainte-Angèle-de-Monnoir
- Sainte-Christine
- Sainte-Hélène-de-Bagot
- Sainte-Madeleine
- Sainte-Marie-Madeleine
- Upton

#### Droit
- Avocat, Juriste
- Droit au Québec, Droit civil
- Histoire du droit au Québec
- XXe siècle en droit au Québec, XXIe siècle en droit au Québec
- Système judiciaire du Québec, Loi du Québec
- Barreau du Québec, Bâtonnier du Québec
- Districts judiciaires du Québec
- Code civil du Bas-Canada, Code criminel du Canada